# Fløsholmen
Fløsholmen est une île norvégienne du comté de Hordaland appartenant administrativement à Bergen.

## Description
Rocheuse et couverte d'arbres, elle s'étend sur environ 204 m de longueur pour une largeur approximative de 160 m. Elle compte six habitations et deux quais d’amarrage. 